# Nocardia niigatensis
Espèce
Nocardia niigatensis est une espèce de bactéries de la famille des Nocardiaceae.

## Taxonomie
Le nom correct complet (avec auteur) de ce taxon est Nocardia niigatensis Kageyama et al. 2004. Proposé en 2004 dans la revue IJSEM, ce nom a été validé la même année par le Comité international de systématique des procaryotes.

### Étymologie
L'étymologie de cette espèce est la suivante : ni.i.gat.en’sis. N.L. masc./fem. adj. niigatensis, appartenant à Niigata, Japan, l'origine de la souche ,.